# Kaskade von Jerewan

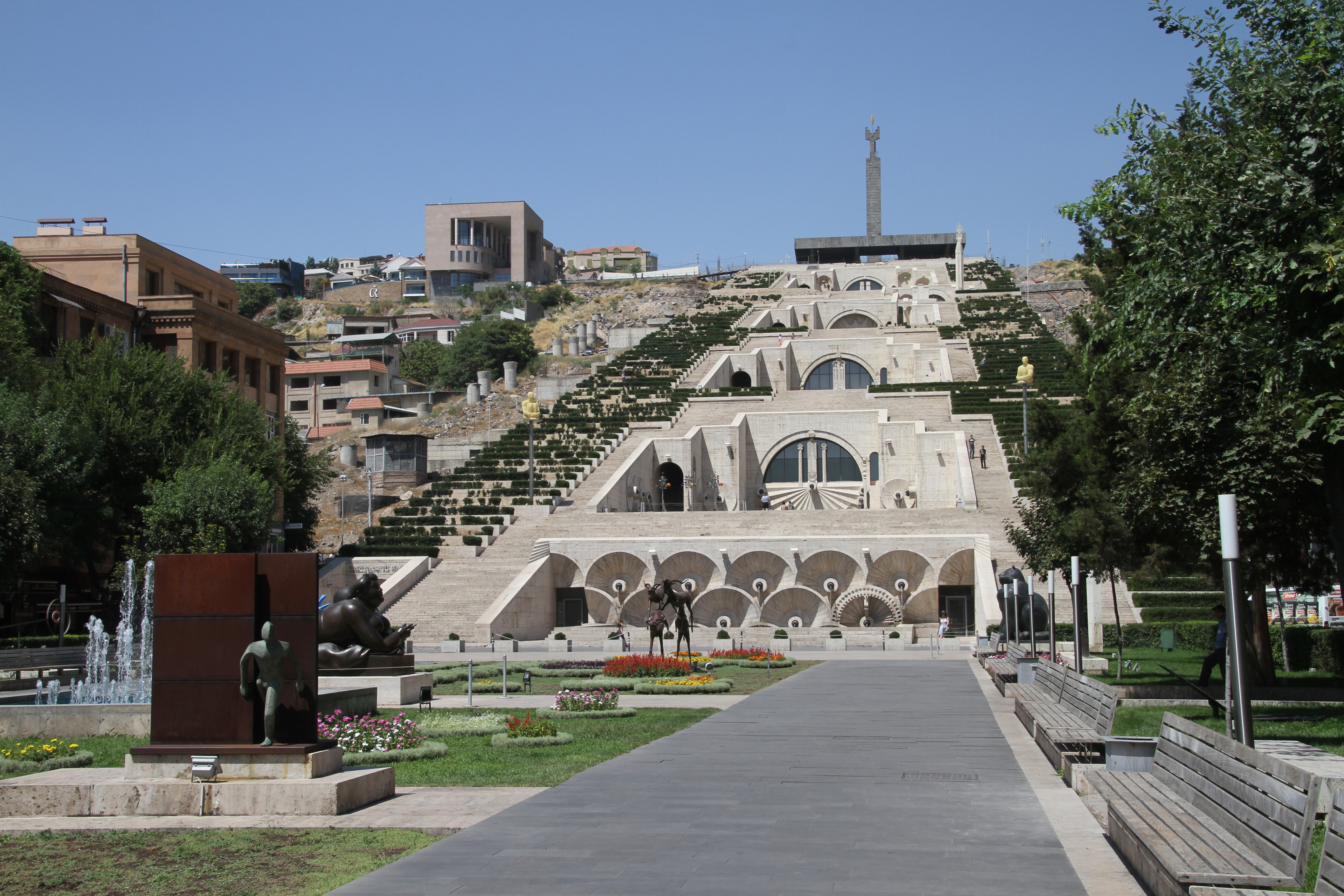
Kaskade von Jerewan

Die Kaskade von Jerewan ist ein Treppenkomplex in der Armenischen Hauptstadt. Sie gilt als einer der beliebtesten Aussichtspunkte der Stadt. Die Anlage wurde von  Jim Torosyan, Aslan Mkhitaryan und Sargis Gurzadyan geplant.

## Baubeschreibung
Die Kaskade ist 118 Meter hoch und 50 Meter breit. Bei einem Steigungswinkel von 15 Grad beträgt die Distanz vom Fuß bis zur Spitze der Anlage 302 Meter. Außen verfügt die Kaskade über fünf Plattformen mit Hallen für Ausstellungen. Erschlossen werden sie außen über 572 Stufen. Im Inneren der Kaskade, unterhalb der Außentreppe, befinden sich sieben Rolltreppen, die sich über die gesamte Länge der Anlage erheben. Es gibt auch Ausstellungshallen, die mit einigen der Podeste entlang der Rolltreppen verbunden sind, die das Cafesjian Museum of Art bilden.
Das Äußere von The Cascade ist auf mehreren Ebenen mit Springbrunnen und modernistischen Skulpturen aus der Cafesjian-Kollektion geschmückt. Die Treppe bietet dem Wanderer freie Sicht auf das Zentrum von Jerewan und den Berg Ararat. Am Fuß der Kaskade befindet sich ein Gartenhof mit Skulpturen von zeitgenössischen Bildhauern wie Botero.
Es gibt eine Reihe von Cafés und Restaurants auf beiden Seiten der Kaskade, die von Einheimischen und Touristen besucht werden. Klassische und Jazzkonzerte finden oft im Frühjahr, Sommer und Frühherbst auf der Cascade statt, wobei die Zuschauer auf den Stufen sitzen.

## Geschichte
Erste Entwürfe für den Komplex stammen aus den 1930er Jahren. Damals wollte der Architekt Alexander Tamanjan die nördlichen und zentralen Teile der Stadt, in denen die historischen Wohn- und Kulturzentren der Stadt liegen, mit einer riesigen Grünanlage verbinden. Sein Entwurf sah Wasserfälle, die sich von einem der höchsten Hügel im Stadtgebiet hinunterstürzen, sowie mehrere Ebenen mit Gärten vor. Dieser Plan geriet in Vergessenheit, bis er gegen Ende der 1960er Jahre von dem Jerewaner Stadtarchitekten Jim Torosyan wiederentdeckt wurde. Bei seinen Entwürfen zur Gestaltung des Areals griff er Tamanyans Ideen wieder auf und verband sie mit seinen eigenen Plänen, die eine gigantische Treppenanlage nebst Rolltreppenkomplex in ihrem Inneren vorsah. Sein Plan mit dem komplexen System als Netz von Sälen, Höfen und Gärten, die mit zahlreichen Skulpturen geschmückt sind, soll auf die reiche Geschichte und das kulturelle Erbe Armeniens verweisen.
Der Bau der Anlage begann 1971. Die Konstrukteure ließen die Treppe aus hellem Travertinstein errichten. 1980 waren die Arbeiten teilweise abgeschlossen.  Nach dem armenischen Erdbeben von 1988 und dem Zusammenbruch der Sowjetunion 1991 wurden die Bauarbeiten jedoch ganz eingestellt. Von 2002 bis 2009 ließ der aus Brooklyn stammende Armenier Gerald L. Cafesyian die Anlage weitestgehend (ganz fertig ist sie bis heute nicht) fertigstellen und in ihren unteren Ebenen ein Museum für moderne Kunst einrichten.